# Tridacna rosewateri
Tridacna rosewateri е вид мида от семейство Тридакнови (Tridacnidae). Видът е световно застрашен, със статут Уязвим.

## Разпространение
Разпространен е в Мавриций.